# 門蓋什
門蓋什（斯洛維尼亞語： 發音：[ˈmeːŋɡəʃ] ⓘ），是斯洛維尼亞上卡尼奧拉地區門蓋什市鎮的聚居地及行政中心。它距斯洛文尼亞首都盧布爾雅那約15公里。它包括 Zavrti、Veliki Mengeš（德語：Großmannsburg）、Mali Mengeš（德語：Kleinmannsburg）和 Pristava等小村莊。

## 教堂

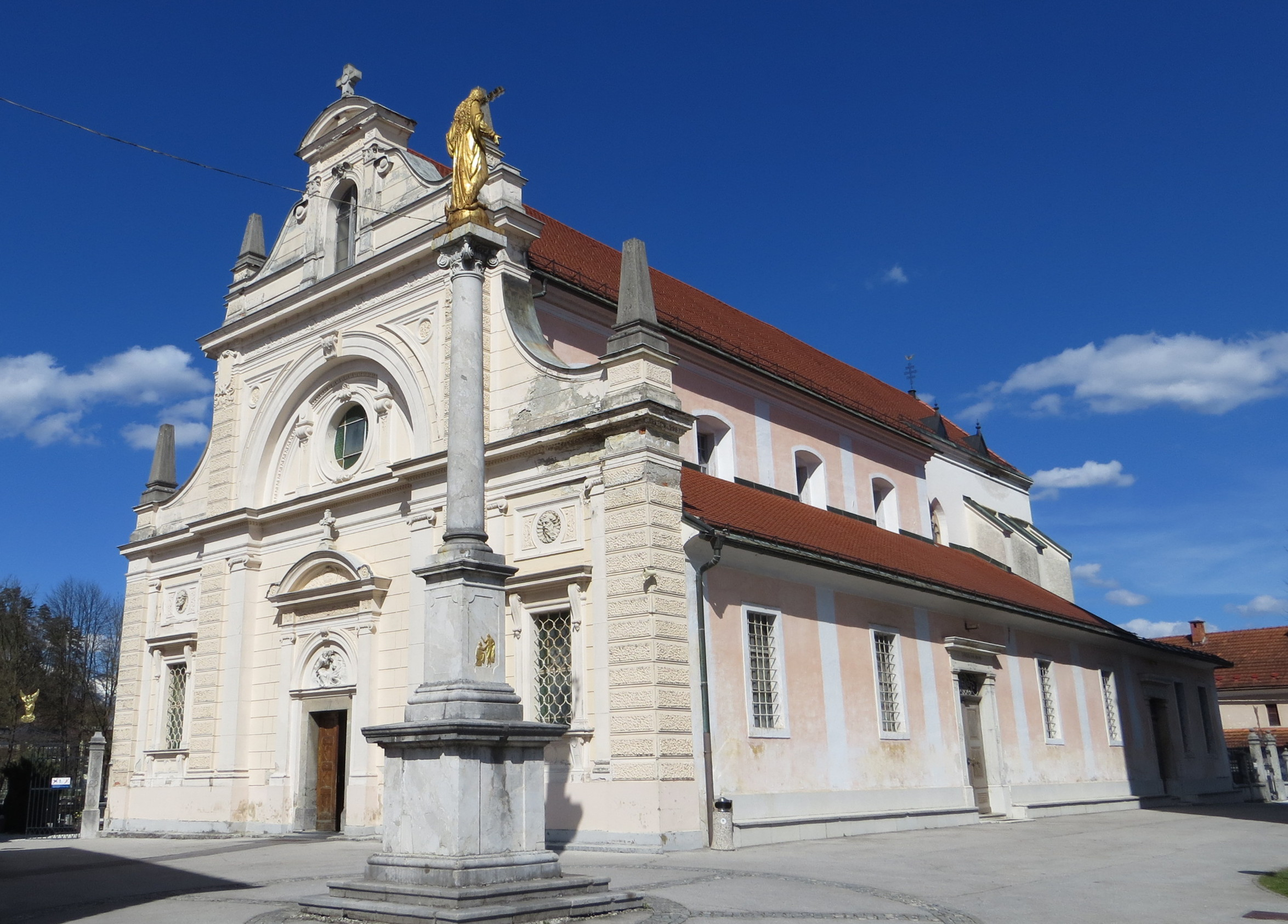
天使長米迦勒教堂

當地的堂區教堂是獻給天使長米迦勒。

## 外部連結
- Mengeš on Geopedia （页面存档备份，存于）